# ایکه کریستیان هیرسچ
ایکه کریستیان هیرسچ (انگلیسی: Eike Christian Hirsch; ۶ آوریل ۱۹۳۷ – ۷ اوت ۲۰۲۲) روزنامه‌نگار، و نویسنده اهل آلمان بود.